# 杉原元人
杉原 元人（すぎはら げんじん、1912年1月25日 - 2009年6月29日）は日本画家。

## 来歴
- 1912年　三重県出身、川端画学校卒業
- 1946年　児玉希望に師事、日展初入選
- 1955年　日展特選白寿賞受賞
- 1968年　日展菊華賞受賞
- 1969年　日展審査員（同77、84、87、92年）
- 1970年　日展会員に推拳
- 1978年　天皇皇后陛下御座所の間に「瀬波の海」献上
- 1979年　外務省の依頼で作品制作
- 1984年　国際芸術文化大賞受賞
- 1985年　日展評議員に就任、日春展審査員、日春展実行委員
- 1989年　紺綬褒章受章
- 1992年　日展参与に就任
- 1993年　日展文部大臣賞受賞
- 1994年　千葉県教育功労者表彰
- 1996年　勲四等瑞宝章を受章
- 2005年　画集刊行「杉原元人」（美術年鑑社）

## 所蔵
- 千葉県立美術館
- 三重県立美術館、他